# Blyth Arena
El Blyth Arena fue un estadio de patinaje sobre hielo al aire libre ubicado en el centro de esquí de Squaw Valley, en el Área metropolitana de Sacramento, EE.UU.. Fue construido en 1959 y contaba con una capacidad para 8.500 espectadores. El estadio acogió las ceremonias de apertura y clausura de los Juegos Olímpicos de Invierno de 1960. Albergó también las competencias de Patinaje artístico sobre hielo y los juegos importantes del hockey sobre hielo.
Como sede del hockey sobre hielo, se informaron multitudes de más de 10.000 personas para los partidos de hockey entre la Selección de hockey sobre hielo de Estados Unidos y la Unión Soviética (en el penúltimo día) y el partido entre EE. UU. y Checoslovaquia (último día) por la ronda final del Hockey sobre hielo Olímpico.
Llamado así por Charles R. Blyth, un banquero de inversiones que dirigió la Comisión Olímpica de California, el Blyth Arena estaba abierto en su lado sur, lo que permitía una vista de las montañas. La pista de patinaje de velocidad de 400 m y las pistas de los saltos de esquí de 70 y 90 metros, estaban justo al sur del lado abierto de la arena.
Después de los Juegos Olímpicos, las instalaciones de salto de esquí de madera quedaron sin mantenimiento y se deterioraron lentamente con el tiempo. En 1983, la pista de patinaje de velocidad de 400 m fue reemplazada por un estacionamiento a pesar de las protestas de los patinadores de velocidad de California.

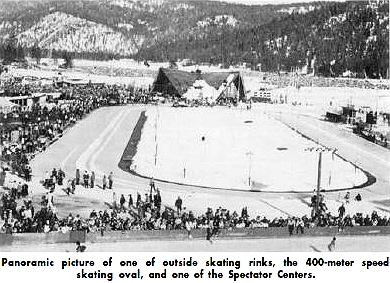
Pista de patinaje olímpica de Squaw Valley
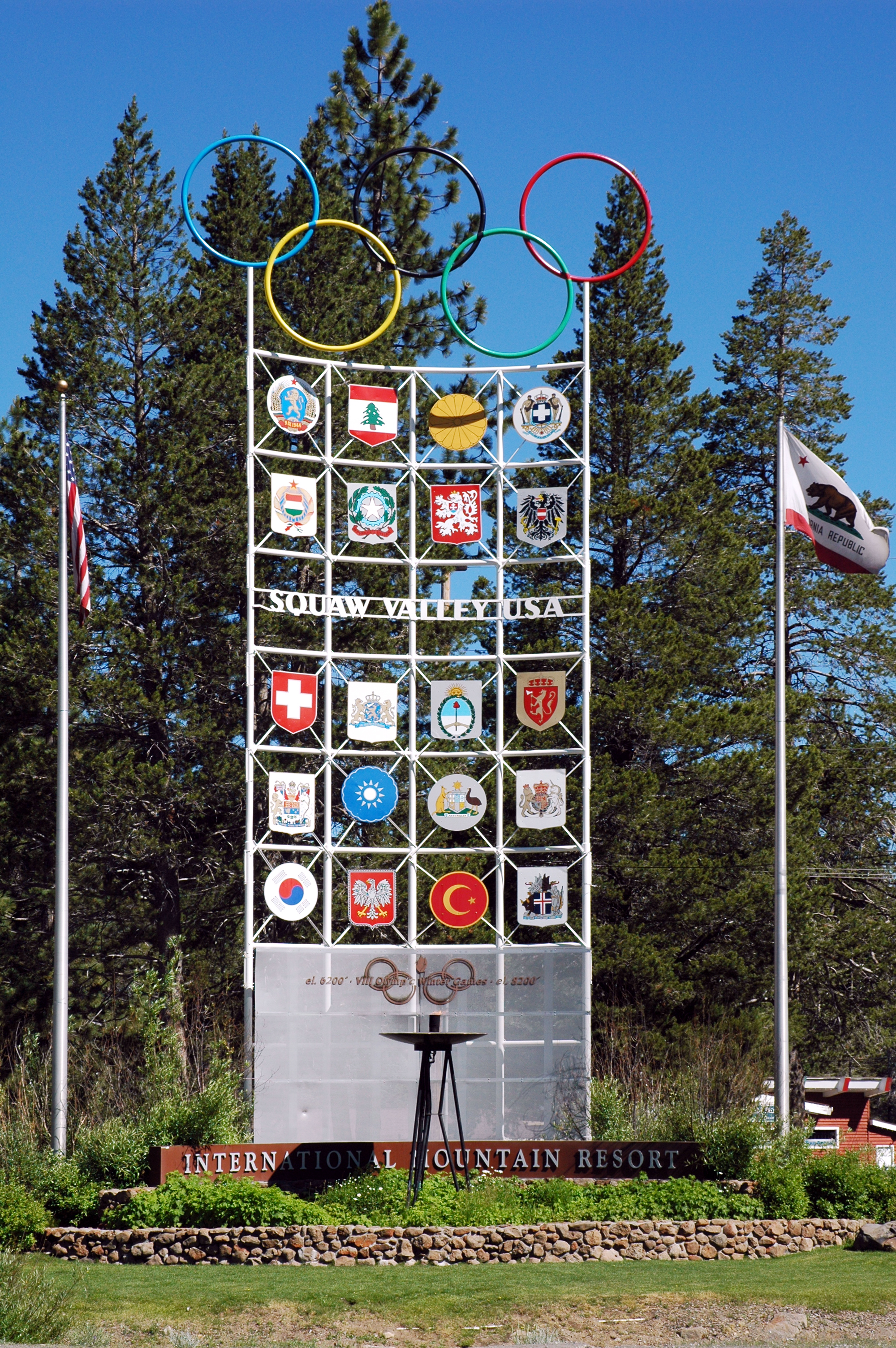
entrada actual al centro de esquí de Squaw Valley.